# SentiOne
SentiOne – spółka działająca w branży internetowej, której głównym produktem jest SentiOne, narzędzie do monitorowania internetu i mediów społecznościowych.

## Cechy i funkcjonalność
SentiOne pozwala firmom w szybki sposób sprawdzić opinie internautów na temat produktu, marki lub firmy w sieci. Główne zastosowania systemu to: monitoring wizerunku marki, prowadzenie komunikacji z klientem online, wsparcie sprzedaży w internecie oraz ochrona przed kryzysami wizerunkowymi.
Narzędzie zbiera w jednym miejscu opinie i artykuły z całego internetu (w tym z: serwisów społecznościowych, forów internetowych, blogów, portali, mikroblogów, serwisów wideo, serwisów informacyjnych oraz porównywarek opinii) na wcześniej zadany temat.
Jako swoją misję SentiOne podaje usprawnienie komunikacji pomiędzy markami oraz konsumentami w internecie.

## Geneza
Studenci Wydziału Elektroniki, Telekomunikacji i Informatyki z Politechniki Gdańskiej, Bartosz Baziński i Michał Brzezicki, laureaci prestiżowego programu Ventures organizowanego przez Fundację na Rzecz Nauki Polskiej, w ramach pracy dyplomowej inżynierskiej stworzyli system zbierania opinii z internetu i ich analizy z użyciem algorytmów sztucznej inteligencji. Na podstawie pracy dyplomowej powstał referat przedstawiony na konferencji ICT Young 2011. Wraz z prototypem systemu stworzyli oni biznesplan projektu, który wygrał konkurs Jaskółki Przedsiębiorczości organizowany przez Centrum Transferu Technologii Politechniki Gdańskiej.
W niespełna rok po opracowaniu narzędzia, Bartosz Baziński, Michał Brzezicki i Kamil Bargiel, założyli w 2011 roku z funduszem Akcelerator Innowacji NOT spółkę, która otrzymała finansowanie z funduszy unijnych w ramach programu Działanie 3.1 „Inicjowanie Działalności Innowacyjnej”.

## Stan obecny
Firma SentiOne współpracuje z ponad 750 markami na 35 rynkach europejskich (stan na październik 2017). SentiOne monitoruje internet w: Polsce, Holandii, Czechach, Rumunii, Estonii, na Węgrzech, Litwie oraz Łotwie, Bośni i Hercegowinie, Austrii, Rosji, Ukrainie, Chorwacji, Danii, Finlandii, Grecji, Norwegii, Serbii, Słowenii, Szwajcarii, Belgii, Bułgarii, Niemczech, Szwecji, Francji, Hiszpanii, Portugalii, we Włoszech, Czarnogórze i Słowacji.
Do grona klientów SentiOne należą między innymi marki takie jak: Procter&Gamble, NIVEA, Orange Polska, LG Polska, Huawei, Allianz, Urząd Miasta Warszawa. Ponadto firma współpracuje z agencjami interaktywnymi, PR i reklamowymi w Polsce i za granicą.

## Nagrody i wyróżnienia
- Nagroda Polskiej Agencji Rozwoju Przedsiębiorczości w konkursie na Innowacyjny Projekt 2014[9].
- Nagroda Mikroprzedsiębiorca Roku 2014 w kategorii START[10].
- Wyróżnienie w konkursie Młody Przedsiębiorca Roku 2014[11].
- Wyróżnienie OVH podczas OVH World Tour 2014, gdzie zaprezentowano SentiOne jako jednego z najbardziej innowacyjnych dostawców e-usług w Polsce.
- Laureat prestiżowego rankingu – Deloitte Polska „Technology Fast 50 Central Europe”.